# Liste der Biografien/Benb
Liste der Biografien |
Portal Biografien |
Personensuche
# |
A |
B |
C |
D |
E |
F |
G |
H |
I |
J |
K |
L |
M |
N |
O |
P |
Q |
R |
S |
T |
U |
V |
W |
X |
Y |
Z |
?
 
Ba |
Be |
Bd |
Bg |
Bh |
Bi |
Bj |
Bl |
Bm |
Bn |
Bo |
Br |
Bs |
Bu |
Bw |
By |
Bz
 
Bea–Beb |
Bec |
Bed |
Bee |
Bef |
Beg |
Beh |
Bei |
Bej |
Bek |
Bel |
Bem |
Ben |
Beo |
Bep |
Beq |
Ber |
Bes |
Bet |
Beu |
Bev |
Bew |
Bex |
Bey |
Bez
 
Bena |
Benb |
Benc |
Bend |
Bene |
Benf |
Beng |
Benh |
Beni |
Benj |
Benk |
Benl |
Benm |
Benn |
Beno |
Benq |
Benr |
Bens |
Bent |
Benu |
Benv |
Benw |
Beny |
Benz
Die Liste der Biografien führt alle Personen auf, die in der deutschsprachigen Wikipedia einen Artikel haben. Dieses ist eine Teilliste mit 11 Einträgen von Personen, deren Namen mit den Buchstaben „Benb“ beginnt.

## Benb

### Benba
- Benbassa, Esther (* 1950), französische Historikerin und Politikerin
- Benbaziz, Reda (* 1993), algerischer Boxer

### Benbe
- Benben, Brian (* 1956), US-amerikanischer SchauspielerBrian Benben (* 1956)

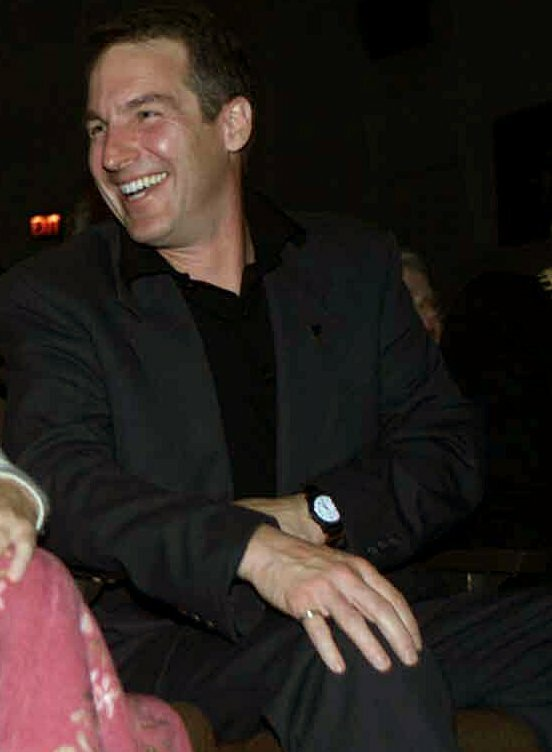
Brian Benben (* 1956)

- Benbenek, Ewelina (* 1985), deutsche Dramatikerin und Literaturwissenschaftlerin
- Benbennek, Christian (* 1972), deutscher Fußballtrainer

### Benbi
- Benbitour, Ahmed (* 1946), algerischer Politiker

### Benbo
- Benboudaoud, Larbi (* 1974), französischer Judoka
- Benbow, John (1653–1702), englischer Admiral
- Benbow, Warren (1954–2024), amerikanischer Jazzmusiker (Schlagzeug)

### Benbr
- Benbraham, Lahlou (* 1986), algerischer Fußballschiedsrichter
- Benbridge, Henry (1743–1812), amerikanischer Porträtmaler